# Hauts-Bassins
Os Hauts-Bassins (nome oficial em francês) ou as Altas Bacias (em português) é uma das treze regiões administrativas de Burquina Fasso criadas em 2 de julho de 2001. Sua capital é a cidade de Bobo Diulasso.

## Províncias
Altas Bacias é constituída por três províncias:
| Província | Capital       | População (censos 2006) |
| --------- | ------------- | ----------------------- |
| Houet     | Bobo Diulasso | 902,662                 |
| Quenedugu | Orodara       | 283,463                 |
| Tuy       | Houndé        | 224,159                 |

## Demografia
| 1985    | 1996      | 2006      |
| 744 003 | 1 031 377 | 1 469 604 |